# Giacomo Violardo
Giacomo Violardo (Govone, 10 mei 1898 – Rome, 17 maart 1978) was een Italiaans geestelijke en kardinaal van de Rooms-Katholieke Kerk.
Violardo bezocht het seminarie van Alba, maar moest zijn studies onderbreken om dienst te nemen in het Italiaanse leger, tijdens de Eerste Wereldoorlog. Na de oorlog rondde hij de opleiding aan het seminarie af. Hij werd in 1923 priester gewijd en vertrok vervolgens naar Rome waar hij - aan het Pauselijk Athenaeum San Apollinare - in 1928 promoveerde in de beide rechten. Hierna studeerde hij aan de Katholieke Universiteit in Milaan waar hij aan de juridische faculteit nog eens promoveerde.
Violardo werd in 1928 professor aan het seminarie in Fano. In 1935 werd hij hoogleraar in het kerkelijk recht aan de Pauselijke Lateraanse Universiteit. Na een kortstondig verblijf van enkele maanden (in 1938) aan de apostolische nuntiatuur in Parijs keerde hij terug naar Rome, waar hij zijn werk aan het Laterum combineerde met verschillende functies bij de Hoogste Rechtbank van de Apostolische Signatuur. Hij zou tot 1964 aan de Lateraanse universiteit blijven werken, terwijl hij daarnaast verschillende werkzaamheden verrichtte voor de Romeinse Curie, uitsluitend op het terrein van het canoniek recht. In de jaren zestig werd hij door paus Paulus VI betrokken bij de herziening van het kerkelijk wetboek. In 1965 werd hij secretaris van de Congregatie voor de Goddelijke Eredienst en de Regeling van de Sacramenten.
In februari 1966 werd hij benoemd tot titulair aartsbisschop van Satafi. Paus Paulus VI wijdde hem bisschop, waarbij Francesco Carpino en Ettore Cunial optraden als medewijdende bisschoppen.
Violardo werd tijdens het consistorie van 28 april 1969 kardinaal gecreëerd. De Sant'Eustachio werd zijn titeldiakonie.
Kardinaal Violardo was een vooraanstaand geleerde op het gebied van het kerkelijk recht. Hij overleed op 79-jarige leeftijd en werd begraven in zijn geboorteplaats Govone.
- Gemeinsame Normdatei: 173492304
- International Standard Name Identifier: 0000 0000 6169 7359
- Nederlandse Thesaurus van Auteursnamen: 160927110
- Istituto Centrale per il Catalogo Unico: TO0V208630
- Système universitaire de documentation: 157467368
- Virtual International Authority File: 88747419
- WorldCat: E39PBJwhxx7Xpm9dMthG9dRxjC